# Christiani Institut
Christiani Institut var en undervisningsanstalt ved København oprettet af hofpræst C.J.R. Christiani.

## Historie
Christiani Institut blev oprettet 1795 med støtte fra Fonden ad usus publicos og med forbillede i de tyske "filantropiner". Instituttet blomstrede til 1802, hvorefter det oplevede en nedgangstid og fik nye ledelse, som havde andre pædagogiske målsætninger. 1810 forlod C.J.R. Christiani hovedstaden for at blive præst i Oldenburg in Holstein.
Christiani Institut lå i landlige omgivelser på Vesterbro i en bygning, som var opført 1790-71 af Johan Martin Quist som landstedet Lykkens Prøve. Instituttet lå på Vesterbrogade 63, tæt ved Det Kongelige Kjøbenhavnske Skydeselskab og Danske Broderskab. Bygningen blev revet ned i 1881.
Som noget helt usædvanligt vægtede institutionen hygiejne og sundhed: Den havde Danmarks første (private) legeplads på hele fem tønder land, en gymnastiksal og skolehaver. Desuden havde en skolelæge sin daglige gang på instituttet og førte tilsyn med elevernes badning. Skoleskemaet omfattede gymnastik, elevernes kost var enkel og sund, og tandbørstning havde sin regelmæssige plads sted morgen og aften. Eleverne kom ofte på lange fodture i naturen.
Også den boglige pædagogik var fremsynet. Eleverne blev opmuntret til selvstændigt at brug bøger fra skolens egen bogsamling, og stilskrivning skete med udgangspunkt i elevernes egne iagttagelser.
Blandt lærerne var Hans Heinrich Behrmann, Knud Lyne Rahbek og Franz Nachtegall.
Blandt eleverne var Helm Gotthard Barner, Hagen Hohlenberg, Frederik von Lowzow, Carl Henrich Lydius Meincke, Jacob Christian Prætorius, Henrik Frederik Prætorius, Marcus Holst von Schmidten og Frederik Vilhelm Wedel-Jarlsberg.